# توسارا
توسارا (به لاتین: Tusara) یک منطقهٔ مسکونی در نپال است که در Mid-Western Region, Nepal واقع شده‌است.

## خصوصیات
توسارا ۴٬۵۸۴ نفر جمعیت دارد.